# Togoperla totanigra
Togoperla totanigra är en bäcksländeart som beskrevs av Du och Chou 1999. Togoperla totanigra ingår i släktet Togoperla och familjen jättebäcksländor. Inga underarter finns listade i Catalogue of Life.